# داریوش شپاکوفسکی
داریوش شپاکوفسکی (لهستانی: Dariusz Szpakowski؛ زادهٔ ۱۵ مهٔ ۱۹۵۱) روزنامه‌نگار و گزارشگر ورزشی مشهور اهل لهستان است که برای تلویزیا پولسکا کار می‌کند. او گزارشگر رادیو لهستان هم هست.
شپاکوفسکی در جوانی بازیکن بسکتبال باشگاه لگیا ورشو بود و بعدها به روزنامه‌نگاری و گزارشگری روی آورد و تخصصش گزارش فوتبال است. او گزارشگر بازی‌های المپیک، جام جهانی فوتبال، جام ملت‌های اروپا و لیگ قهرمانان اروپا بوده است.
از فیلم‌ها یا مجموعه‌های تلویزیونی که وی در آن‌ها نقش داشته است، می‌توان به قمار فوتبال، نیمه سوم، طایفه، خودِ زندگی، رنگ‌های خوشبختی و نیمه سوم اشاره نمود. او همچنین صداپیشهٔ نسخهٔ لهستانی تیزپا و فوتبال‌دستی بود.